# 泰尔派什
泰尔派什，是匈牙利赫维什州所辖的一个村。总面积2.20平方公里，总人口210，人口密度95.5人/平方公里（2011年1月1日）。